# Röttbach (Main)
Der Röttbach ist ein rechter Zufluss des Mains im Landkreis Main-Spessart im bayerischen Spessart.

## Verlauf
Der Röttbach entspringt in Röttbach. Er verläuft in südwestliche Richtung, durchfließt an der Grenze zwischen Hasloch und Wiebelbach den Klingengrund mit seinen teilweise steilen Buntsandsteinfelswänden und mündet auf dem Gebiet der Gemarkung Kreuzwertheim gegenüber vom zur Stadt Wertheim gehörenden Industrieort Bestenheid in den Main.

## Einzelnachweise

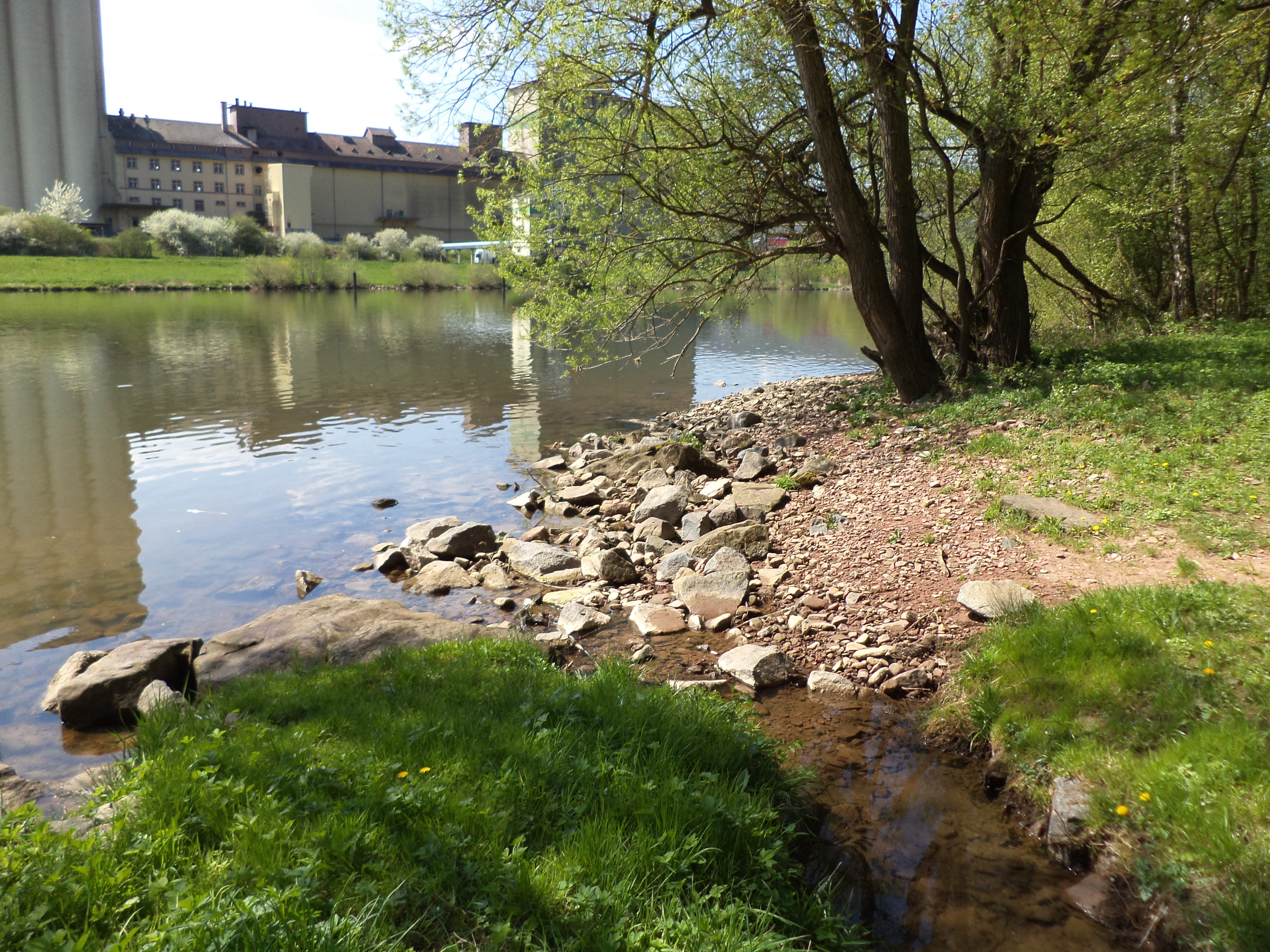
Der Röttbach mündet in den Main